# District de Dhar
Le district de Dhar (hindi : धार जिला) est un district de l'état du Madhya Pradesh, en Inde,

## Géographie
Au recensement de 2011, sa population compte 2 184 672 habitants.
Son chef-lieu est la ville de Dhar. 

## Culture
La petite ville de Bagh est célèbre pour ses grottes et ses impressions sur textile.